# Nacna pulchripicta
Nacna pulchripicta là một loài bướm đêm trong họ Noctuidae.